# Дидыч, Валентин Владимирович
Валентин Владимирович Дидыч (род. 11 октября 1957, Завадовка, Киевская область) — украинский политический и государственный деятель. Народный депутат Украины VIII созыва.
25 декабря 2018 года включён в санкционный список России.

## Образование
- Уманский национальный университет садоводства, Уманский сельскохозяйственный институт (1980)
- Днепропетровский региональный институт государственного управления , Национальной академии государственного управления при Президенте Украины (2008)

## Трудовая деятельность
- Главный винодел Консерввинпрому
- Служба в Вооружённых силах СССР
- Техник винодел учебно-винодельческого цеха
- Директор предприятия консерввинпром «Дар»
- Генеральный директор СГ ЗАО «Дар»
- Председатель Криничанской районной государственной администрации
- Предприниматель

## Общественно-политическая деятельность
- Депутат Криничанского районного совета в 1994 года по 2010 год
- 2006—2009 года — член политической партии «Наша Украина»
- Член совета Криничанской районной организации политической партии «Наша Украина»;
- С декабря 2011 года — член политической партии «УДАР», должность — член совета Криничанской районной организации политической партии «УДАР».
- С ноября 2014 года народный депутат Верховной Рады Украины. Избран по одномандатному 40 избирательному округу, Днепропетровская область. Председатель подкомитета по вопросам совершенствования структуры государственного управления в сфере агропромышленного комплекса, инноваций и по вопросам базовых отраслей в агропромышленном комплексе Комитета Верховной Рады Украины по вопросам аграрной политики и земельных отношений

## Ссылка
- Верховная Рада Украины
- УДАР